# جيف كيرك
جيف كيرك (بالإنجليزية: Jeff Kirk)‏ هو منافس ألعاب قوى أمريكي، ولد في 25 أكتوبر 1923، وتوفي في 20 فبراير 1976.

## وصلات خارجية
- جيف كيرك على موقع أوليمبيديا (الإنجليزية)